# 太山龙泉寺
太山龙泉寺，位于山西省太原市晋源区风峪沟太山，是中华人民共和国全国重点文物保护单位之一。
2004年6月10日，公布为山西省文物保护单位，2013年5月公布为全国重点文物保护单位，是一座古建筑。

## 观音堂
观音堂为一座八角形团殿，堂内保存有79尊佛教造像和悬塑。堂墙塑西方三圣，堂中央用砖砌成六角莲花台，上供观音。观音左右有善财童子与龙女凌空侍奉。两旁十八罗汉面对菩萨，作朝拜状。堂入口处左右两面各塑二天王。观音堂东西两侧，有清乾隆八年（1743年）建的文殊殿和普贤殿，三座建筑构成了明清之际盛行的“华严三大士”殿堂建筑格局。
观音堂前明代万历八年（1580年）《新建泰山观音堂记》碑记：“泰山在县西八里风□山之阳唐景云元年治建□□太原居士□公□化者兴室人郭氏咸有其善德一日□观见寺北顶有山□□□□□□堪为栖神之□历□□山未有若此风景攸钟者也乃□之 众□之卜□而神人协吉乃出家资五十余两集善事之二抽其抹□□创建团殿一座翼堂四楹前设钟楼□室则植桧□围环四方来□观者□不谓其制度辉煌而足以□人之观瞻矣□考其时则经始于嘉靖十七年二月初三落成于明年四月十八”。通过此碑可得知观音堂始建于唐景云元年（710年），中心有团殿一座，一座面阔四间的翼堂（一楹为一间）和殿前一座钟楼。观音堂位于彼时寺北面山顶，其吸引了四方观者来此观瞻。但根据此碑写作者住持真晓的考察，现观音堂为营造或修缮于嘉靖十七年（1538年），完工于嘉靖十八年（1539年）。